# Melanella lubrica
Melanella lubrica is een slakkensoort uit de familie van de Eulimidae. De wetenschappelijke naam van de soort is voor het eerst geldig gepubliceerd in 1890 door Monterosato.